# Copa de Europa de 10000m
La Copa de Europa de 10 000 metros es una competición anual por naciones e individual para atletas europeos cuya primera edición se celebró en 1997. La competición es organizada por la Asociación Europea de Atletismo y en sus comienzos se denominaba Challenge Europea de 10 000m.

## Historia
La competición tiene sus orígenes en el Campeonato Ibérico de 10000 metros - una competición entre atletas españoles y portugueses que se celebró entre 1991 y 1996. Las cinco primeras ediciones se celebraron en la península ibérica. Inicialmente esta competición se denominaba Challenge Europa de 10000 metros hasta la edición de 2005 donde ya recibió la denominación actual.
Como el maratón (Copa de Europa de Maratón), las pruebas combinadas (Copa de Europa de Combinadas) y la marcha (Copa de Europa de Marcha) está prueba se realiza aparte de la Copa de Europa después de que fuera suprimida de su programa por motivos de tiempo.

## Ediciones
| Edition | Año  | Sede                | País anfitrión | Fecha               | Núm. de atletas        |
| ------- | ---- | ------------------- | -------------- | ------------------- | ---------------------- |
| 1       | 1997 | Baracaldo (Vizcaya) | España         | 5 de abril de 1997  |                        |
| 2       | 1998 | Lisboa              | Portugal       | 4 de abril de 1998  |                        |
| 3       | 1999 | Baracaldo (Vizcaya) | España         | 10 de abril de 1999 |                        |
| 4       | 2000 | Lisboa              | Portugal       | 1 de abril de 2000  |                        |
| 5       | 2001 | Baracaldo (Vizcaya) | España         | 7 de abril de 2001  |                        |
| 6       | 2002 | Camaiore            | Italia         | 6 de abril de 2002  |                        |
| 7       | 2003 | Atenas              | Grecia         | 12 de abril de 2003 |                        |
| 8       | 2004 | Maribor             | Eslovenia      | 3 de abril de 2004  |                        |
| 9       | 2005 | Baracaldo (Vizcaya) | España         | 2 de abril de 2005  |                        |
| 10      | 2006 | Antalya             | Turquía        | 15 de abril de 2006 |                        |
| 11      | 2007 | Ferrara             | Italia         | 7 de abril de 2007  |                        |
| 12      | 2008 | Estambul            | Turquía        | 12 de abril de 2008 |                        |
| 13      | 2009 | Ribeira Brava       | Portugal       | 6 de junio de 2009  |                        |
| 14      | 2010 | Marsella            | Francia        | 5 de junio de 2010  |                        |
| 15      | 2011 | Oslo                | Noruega        | 4 de junio de 2011  | 45 hombres, 33 mujeres |
| 16      | 2012 | Bilbao              | España         | 3 de junio de 2011  | 46 hombres, 41 mujeres |

## Campeones
| Año  | Masculino              | Masculino | Femenino            | Femenino    |
| Año  | Individual             | Naciones  | Individual          | Naciones    |
| ---- | ---------------------- | --------- | ------------------- | ----------- |
| 1997 | Dieter Baumann         | Portugal  | Julia Vaquero       | Portugal    |
| 1998 | Fabián Roncero         | Portugal  | Fernanda Ribeiro    | Portugal    |
| 1999 | Alberto García         | España    | Paula Radcliffe     | Portugal    |
| 2000 | Enrique Molina         | España    | Fatima Yvelain      | Portugal    |
| 2001 | José Ríos              | España    | Paula Radcliffe     | España      |
| 2002 | Dieter Baumann         | Italia    | Mihaela Botezan     | Portugal    |
| 2003 | Ismaïl Sghyr           | Portugal  | Fernanda Ribeiro    | Portugal    |
| 2004 | José Manuel Martínez   | España    | Margaret Maury      | Francia     |
| 2005 | Juan Carlos de la Ossa | España    | Sabrina Mockenhaupt | Portugal    |
| 2006 | Mokhtar Benhari        | Francia   | Elvan Abeylegesse   | Bélgica     |
| 2007 | André Pollmächer       | España    | Elvan Abeylegesse   | España      |
| 2008 | Selim Bayrak           | Rusia     | Elvan Abeylegesse   | Bielorrusia |
| 2009 | José Manuel Martínez   | Portugal  | Inês Monteiro       | Portugal    |
| 2010 | Mo Farah               | Francia   | Inês Monteiro       | Portugal    |
| 2011 | Youssef El Kalai       | España    | Sara Moreira        | Italia      |
| 2012 | Polat Kemboi Arıkan    | España    | Sara Moreira        | Reino Unido |